# Ignacio Serricchio
Ignacio Ariel Serricchio (ur. 19 kwietnia 1982 w Buenos Aires, w Argentynie) – amerykański aktor i producent filmowy i telewizyjny pochodzenia argentyńskiego.

## Filmografia

### Filmy fabularne
- 2008: Keith jako Raff
- 2008 Intryga (Cold Play) jako Rafael

### Seriale TV
- 2004–2006: Szpital miejski (General Hospital) jako Diego Sanchez Alcazar
- 2005: Rodney jako Javier
- 2005: Dr House (House, M.D.) jako Alfredo
- 2007: Rączy Wildfire (Wildfire) jako Jace
- 2007: Lincoln Heights
- 2007–2008: Zaklinacz dusz (Ghost Whisperer) jako Gabriel Lawrence
- 2008: Szpital miejski (General Hospital) jako Diego Sanchez Alcazar
- 2011: Kamuflaż (Covert Affairs) jako Carlo
- 2012: The Finder jako Alejandro Lopez-Fernando
- 2012: CSI: Kryminalne zagadki Miami jako Mason Torres
- 2012-: Żar młodości (Young and the Restless) jako Alex Chavez
- 2013: Czarownice z East Endu (Witches of East End)[3]
- 2013: CSI: Kryminalne zagadki Las Vegas jako Estefan Meha
- 2014: Kości (Bones) jako patolog sądowy dr Fuentes
- 2018–2021: Zagubieni w kosmosie (Lost in Space) jako Don West